# كارلوس إدواردز

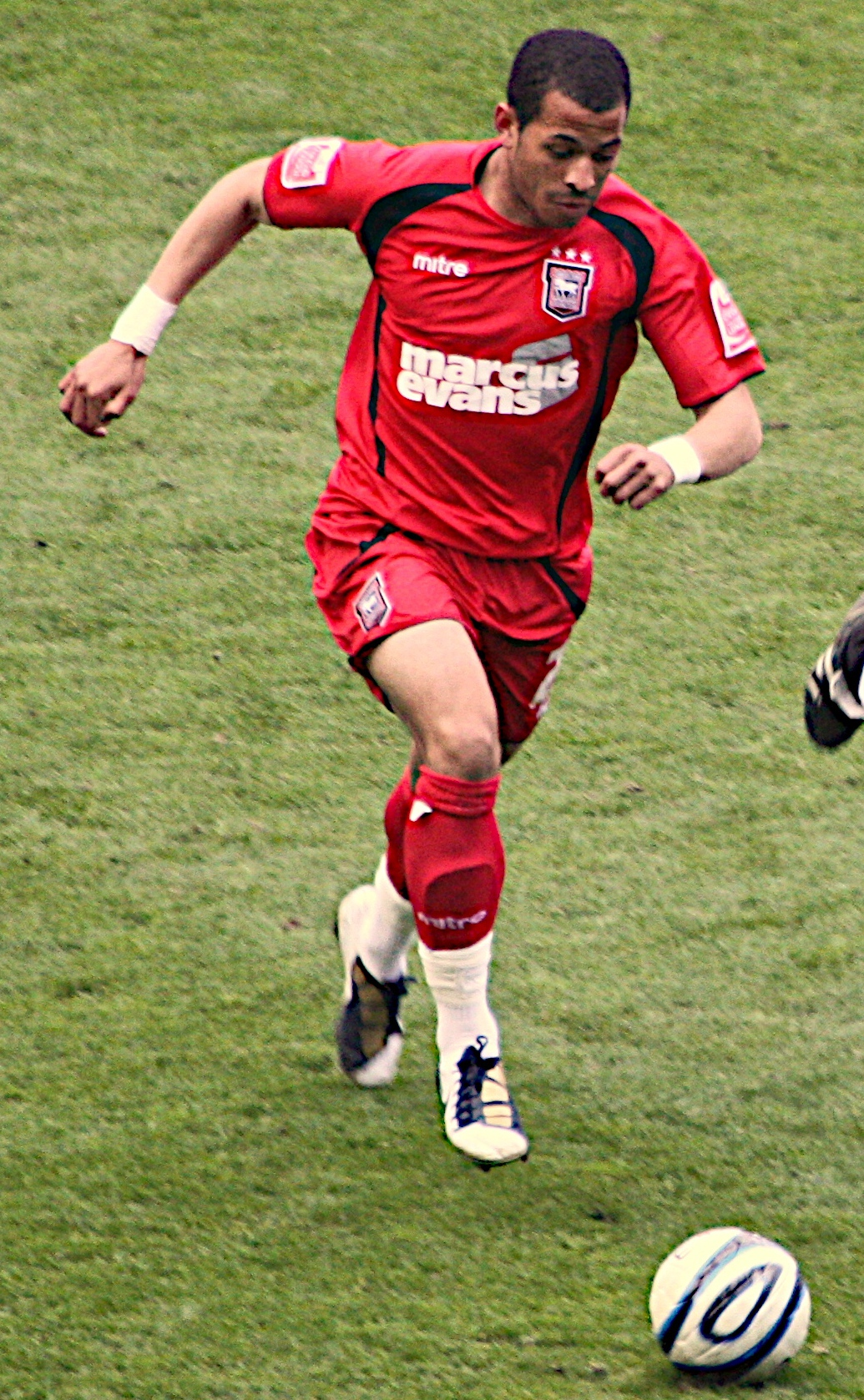
كارلوس إدواردز

كارلوس إخناتون إدواردز (بالإنجليزية: Carlos Akhenaton Edwards)‏ (مواليد 24 أكتوبر 1978 في بورت أوف سبين) لاعب كرة قدم ترينيدادي دولي يجيد اللعب في خط الوسط. يلعب حاليا لصالح نادي إيبسويتش تاون الإنجليزي منذ 2009.

## روابط خارجية
- كارلوس إدواردز على موقع قاعدة بيانات كرة القدم.إي يو (الإنجليزية)
- كارلوس إدواردز على موقع ناشيونال فوتبول تيمز (الإنجليزية)
- كارلوس إدواردز على موقع Soccerbase.com (لاعب) (الإنجليزية)
- كارلوس إدواردز على موقع عالم كرة القدم.نت (الإنجليزية)
- كارلوس إدواردز على موقع كووورة